# 玄馬町
玄馬町（げんばちょう）は、愛知県名古屋市北区にある地名。丁番を持たない単独町名である。住居表示未実施。

## 地理
名古屋市北区北西部に位置する。東は五反田町、西は楠町如意字新堀、南は落合町、北は新地蔵川（楠町大蒲新田字三角、楠町如意字長丁・仲田）を挟み大我麻町に接する。

## 歴史

### 町名の由来
楠町大字如意の字玄馬の名に由来する。字名玄馬自体の由来は未詳。

### 沿革
- 1978年（昭和53年）8月27日 - 楠町如意字仲田・鳥見塚・長丁・尻広・長ノ島・火ノ爪・新堀の各一部と字玄馬の全部、楠町大蒲新田字三角の各一部により編成[1]。

## 世帯数と人口
2019年（平成31年）1月1日現在の世帯数と人口は以下の通りである。
| 町丁   | 世帯数  | 人口  |
| ------ | ------- | ----- |
| 玄馬町 | 210世帯 | 409人 |

## 学区
市立小・中学校に通う場合、学校等は以下の通りとなる。また、公立高等学校に通う場合の学区は以下の通りとなる。
| 番・番地等 | 小学校               | 中学校             | 高等学校 |
| ---------- | -------------------- | ------------------ | -------- |
| 全域       | 名古屋市立楠西小学校 | 名古屋市立楠中学校 | 尾張学区 |

## 交通
- 国道41号（空港線）（名古屋高速1号楠線）
- 国道302号（名古屋環状2号線）（名古屋第二環状自動車道）
- JR東海交通事業城北線（駅はない）

## 施設

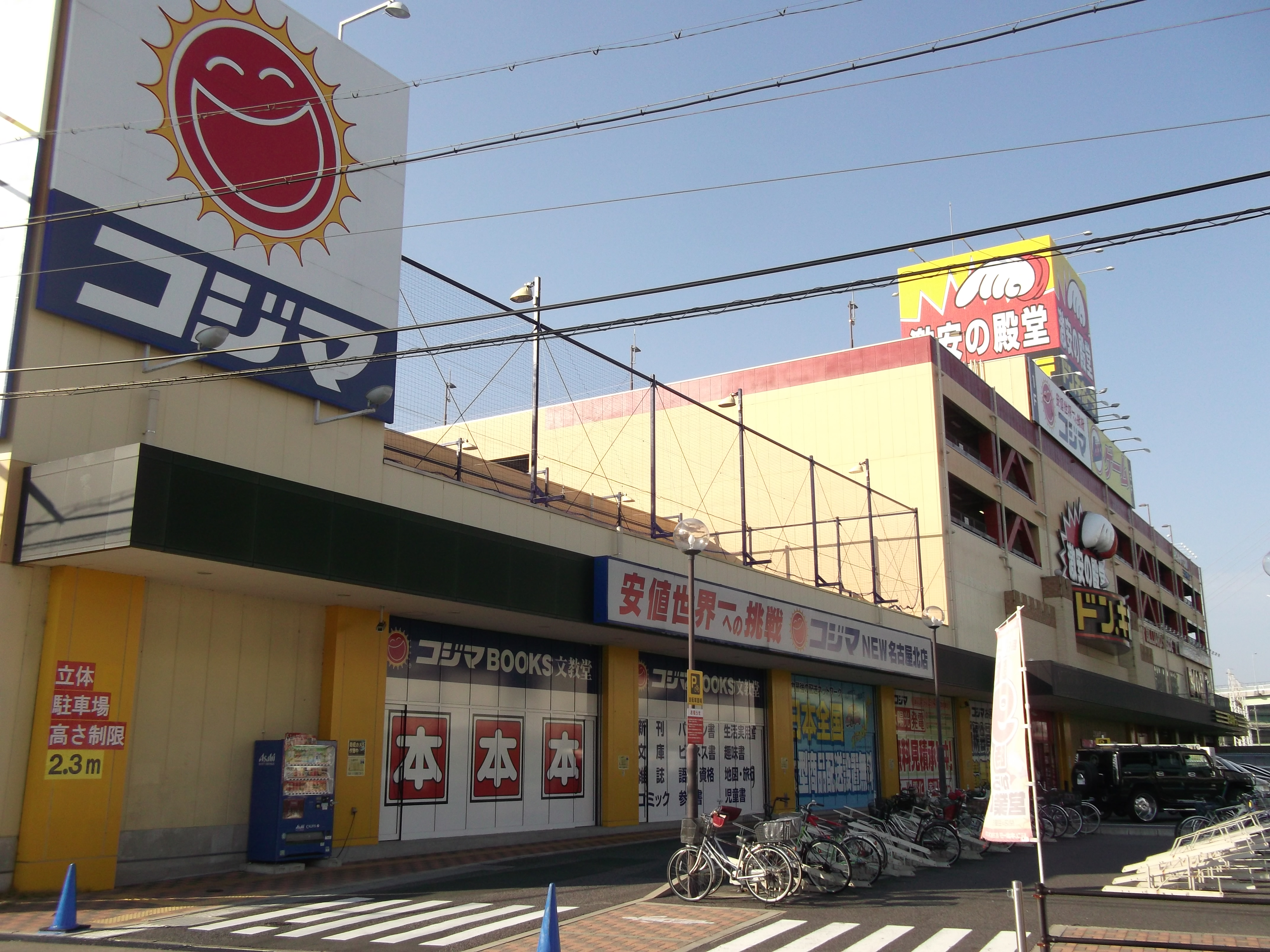
クロスタウン（名古屋北ショッピングセンター[WEB 8]）
  - MEGAドン・キホーテ名古屋本店
  - かつてはホームセンターナカイ名古屋北店・安井家具（サンコープラザ）があったが、建物解体後[WEB 9]現在のクロスタウンが新築された。
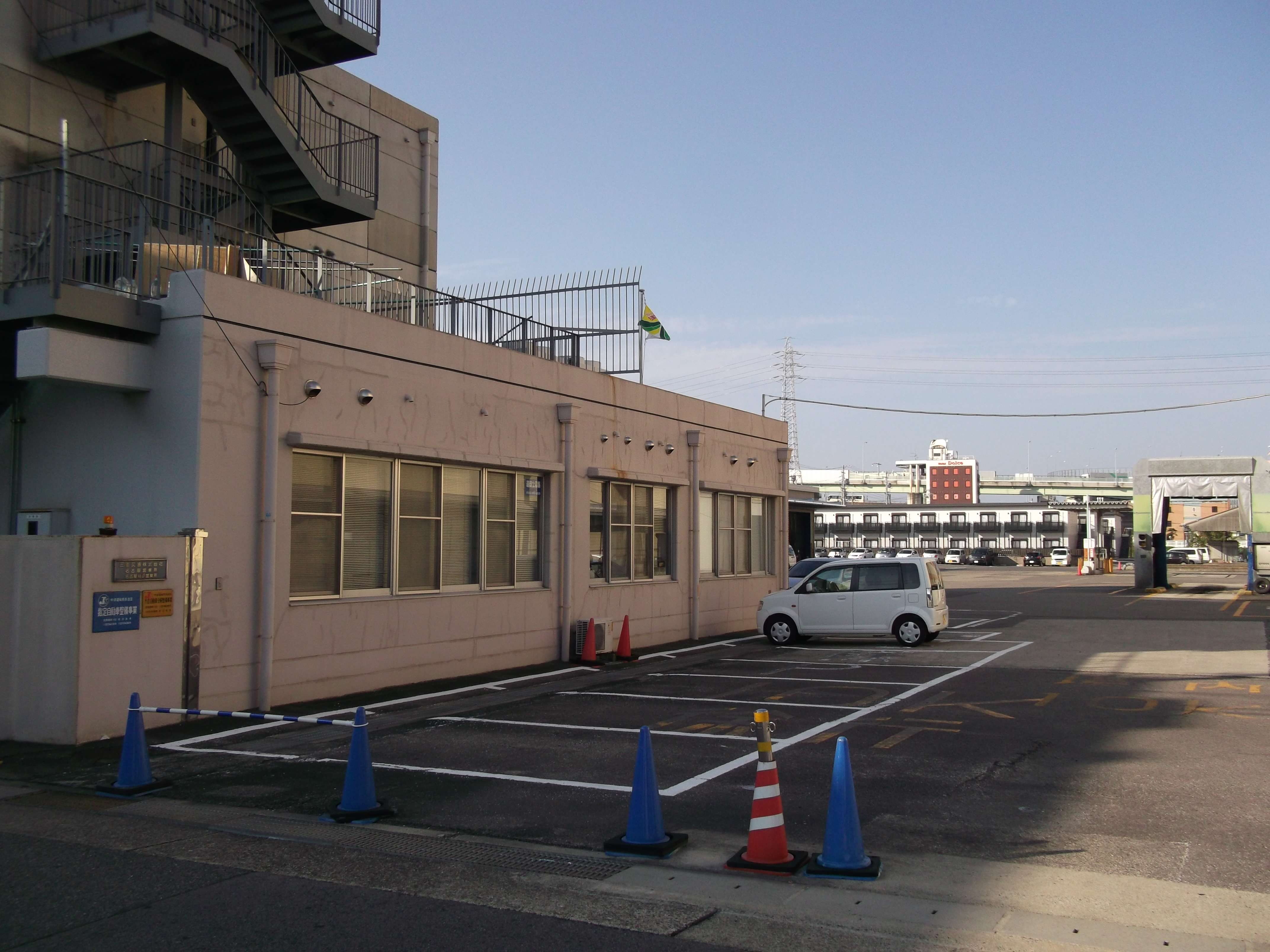
三重交通名古屋営業所
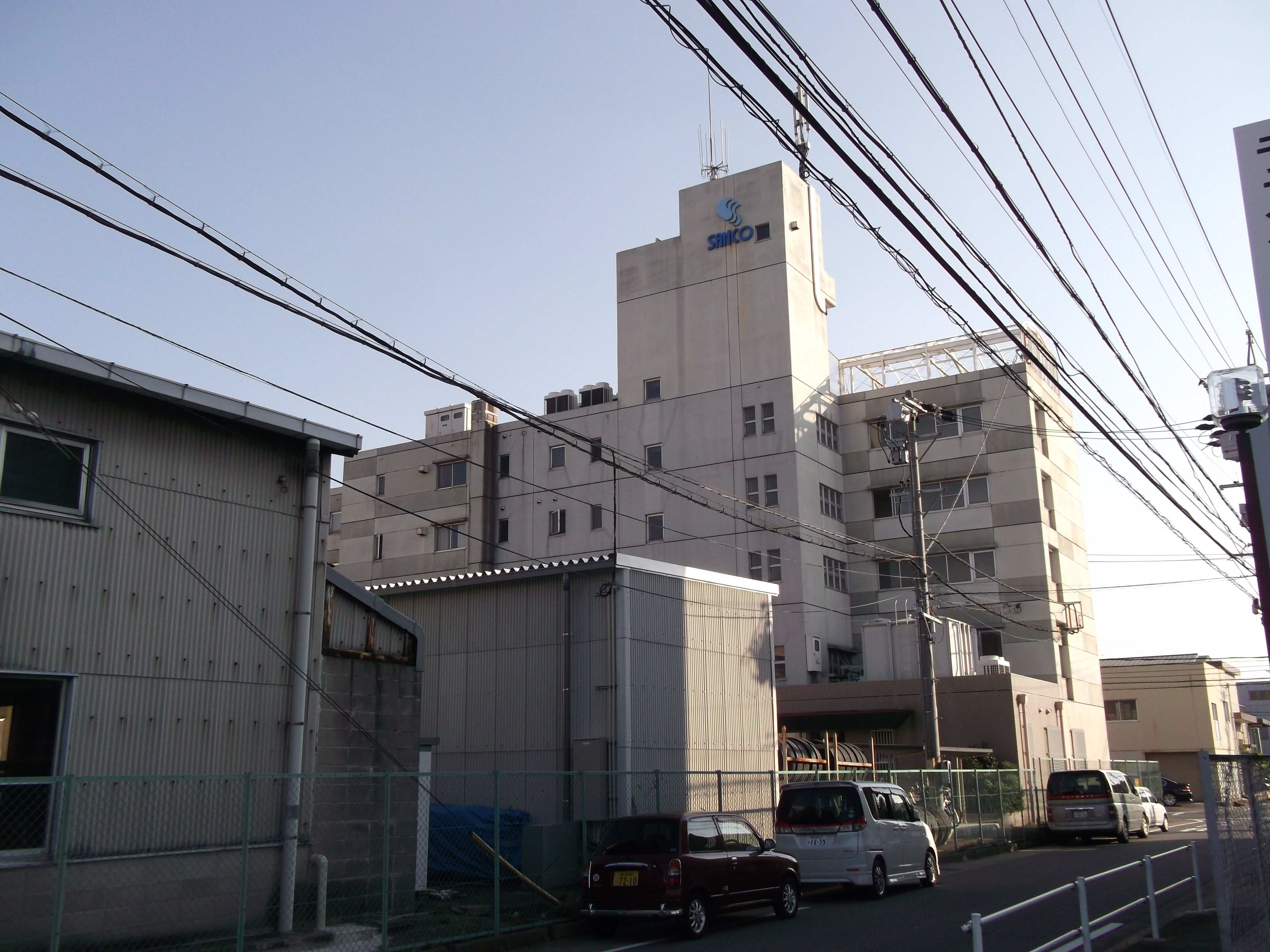
三重交通名古屋寮
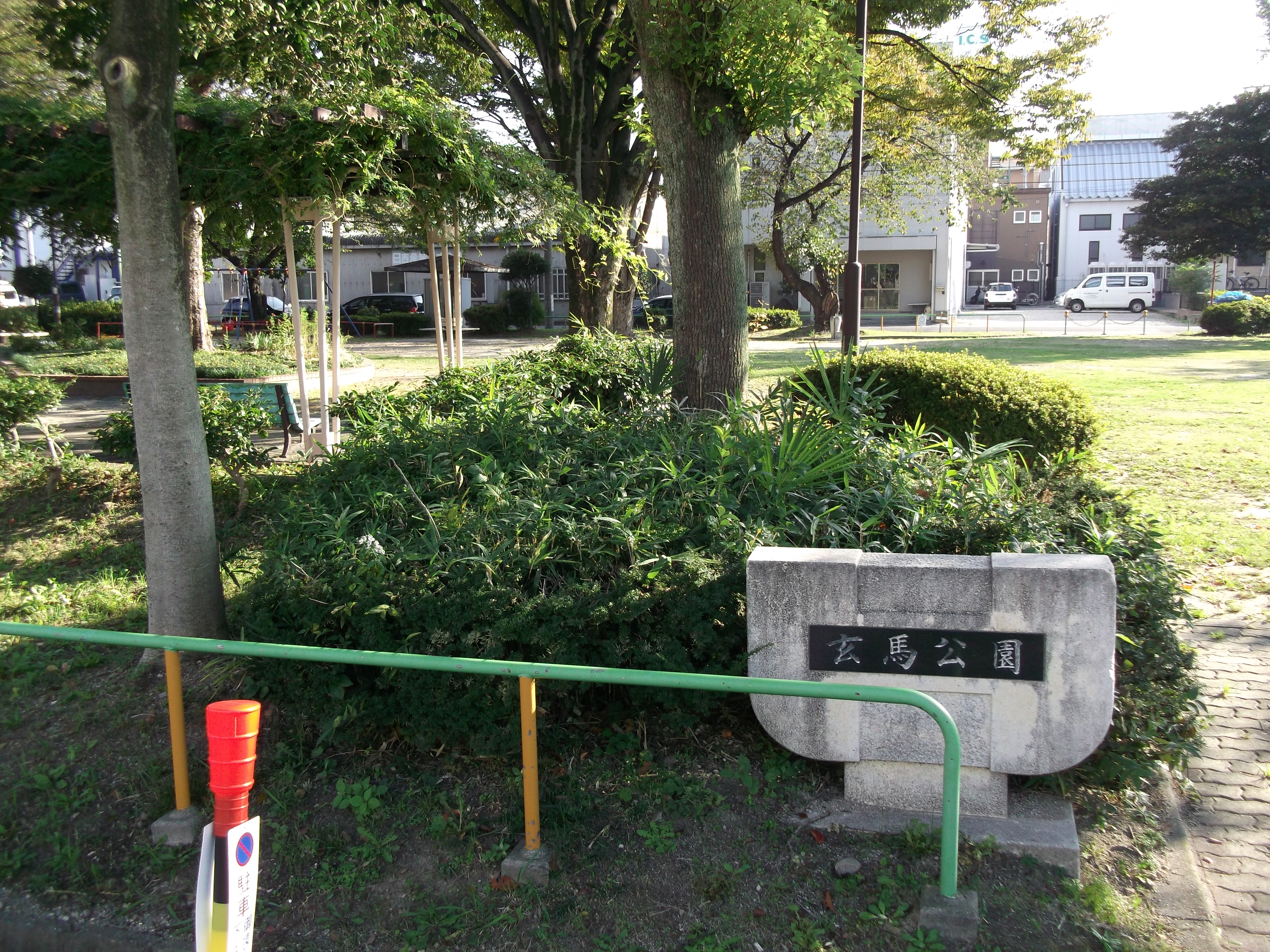
玄馬公園
  - 三重交通名古屋観光営業所
  - 三重交通名古屋寮
  - 三重交通整備工場
  - 名古屋市営バス楠営業所
- 東急ハンズ楠流通センター
- 玄馬公園
- 玄馬街園

- クロスタウン
- 三重交通名古屋営業所
- 三重交通名古屋寮
- 玄馬公園

## その他

### 日本郵便
- 郵便番号 : 462-0018[WEB 2]（集配局：名古屋北郵便局[WEB 10]）。

### WEB
1. 1 2  “町・丁目(大字)別、年齢(10歳階級)別公簿人口(全市・区別)”.   名古屋市 (2019年1月23日). 2019年1月23日閲覧。
2. 1 2  “郵便番号”.  日本郵便. 2019年1月6日閲覧。
3. ↑  “市外局番の一覧”.   総務省. 2019年1月6日閲覧。
4. ↑  “北区の町名一覧”.   名古屋市 (2015年10月21日). 2019年1月12日閲覧。
5. ↑  名古屋市道路認定図2013年11月6日閲覧。
6. ↑  “市立小・中学校の通学区域一覧”.   名古屋市 (2018年11月10日). 2019年1月14日閲覧。
7. ↑  “平成29年度以降の愛知県公立高等学校（全日制課程）入学者選抜における通学区域並びに群及びグループ分け案について”.  愛知県教育委員会 (2015年2月16日). 2019年1月14日閲覧。
8. ↑  名古屋市市民経済局産業部地域商業課大店立地担当 (2008年2月1日). “大規模小売店舗立地法 大規模小売店舗立地法関係届出状況 平成19年度届出分 19-11(新設):平成19年6月届出　名古屋北ショッピングセンター:北区玄馬町”.   名古屋市. 2013年11月7日時点のオリジナルよりアーカイブ。2013年11月5日閲覧。
9. ↑  名古屋市市民経済局産業部地域商業課大店立地担当 (2007年8月31日). “大規模小売店舗立地法 大規模小売店舗立地法関係届出状況 平成19年度届出分  19-18(廃止):平成19年7月届出　サンコープラザ:北区玄馬町”.   名古屋市. 2013年11月7日時点のオリジナルよりアーカイブ。2013年11月5日閲覧。
10. ↑  郵便番号簿 平成29年度版 - 日本郵便. 2019年01月06日閲覧 (PDF)

### 書籍
1. 1 2  名古屋市北区役所市民室『北区 私たちのまち』名古屋市北区役所、1979年3月、56頁。